# Шакіров Мумін Шакірович
Мумін Шакирович Шакіров (* 29 березня 1959, Душанбе, Таджицька РСР) — таджицький та російський кінорежисер і журналіст. В останні роки живе в Ризі, працює репортером на раіостанції Радіо Свобода.

## Біографія
Кілька років пропрацював на кіностудії «Таджикфільм». Закінчив режисерський факультет ВДІК (1989, майстерня Ігоря Таланкіна). У 1992 році поставив дебютну повнометражну роботу «В Багдаді все спокійно», головні ролі в якому виконали Світлана Крючкова, Семен Фарада, Спартак Мішулін, Семен Фурман.
У 1994 році зайнявся журналістикою. З 1994 по 1997 рік працював у «Літературній газеті», висвітлював військові події в Таджикистані, Чечні, Афганістані, Абхазії і Югославії. З 1994 року співпрацював з радіо «Свобода», з 1998 по 2012 рік був спеціальним кореспондентом. Автор відеосеріалу «Східний експрес» та програм з циклу «Спеціальний репортаж: Гарячі точки колишньої імперії», «Чи легко бути російським у ближньому зарубіжжі і Прибалтиці» і «Формула кіно». Написав книги «Наркобізнес в Росії» (1998) і «Мільйон для жінки» (2006).
Брав участь у кінофестивалях «Золотий Дюк», «Сталкер», «Кінотавр», Московському міжнародному кінофестивалі тощо. У 2013 році зняв скандальний документальний фільм «Голокост — клей для шпалер?».

## Громадянська позиція
У березні 2014 року разом з понад 200 іншими російськими кінематографістами підписав звернення до українських колег зі словами підтримки і запевненнями, що вони не вірять офіційній пропаганді Кремля, яку поширюють провладні ЗМІ та проти російської військової інтервенції в Україну.